# Hocket de los Santos
Hocket de los Santos (* 28. Oktober 2002) ist ein philippinischer Leichtathlet, der sich auf den Stabhochsprung spezialisiert hat.

## Sportliche Laufbahn
Erste internationale Erfahrungen sammelte Hocket de los Santos im Jahr 2019, als er bei den Jugendasienmeisterschaften in Hongkong mit übersprungenen 4,30 m den fünften Platz belegte. Anschließend nahm er erstmals an den Südostasienspielen in Capas teil und gelangte dort mit 4,60 m ebenfalls auf den fünften Platz. 2022 gewann er dann bei den Südostasienspielen in Hanoi mit einer Höhe von 5,00 m die Silbermedaille hinter seinem Landsmann Ernest Obiena. 2025 belegte er bei den Asienmeisterschaften in Gumi mit 6848 Punkten den achten Platz im Zehnkampf und gelangte im Stabhochsprung mit 4,97 m auf Rang 13.
In den Jahren 2021, 2022 und 2024 wurde de los Santos philippinischer Meister im Stabhochsprung.

## Persönliche Bestleistungen
- Stabhochsprung: 5,15 m, 26. Oktober 2024 in Pasig City
- Zehnkampf: 6848 Punkte, 28. Mai 2025 in Gumi